# Martainville (Eure)
Ne doit pas être confondu avec Martinvast.
Pour les articles homonymes, voir Martainville.
Martainville est une commune française située dans le département de l'Eure, en région Normandie.
Ses habitants sont les Martainvillais et les Martainvillaises.
Martainville est située sur la Corbie.

## Géographie

### Localisation
Martainville est une commune du Nord-Ouest du département de l'Eure. Située au cœur de la vallée de la Corbie, elle appartient à la région naturelle du Lieuvin.
|                                 | Le Torpt, Fort-Moville | Triqueville (sur quelques dizaines de mètres) |
| La Lande-Saint-Léger            | Martainville           | Vannecrocq La Chapelle-Bayvel                 |
| Bonneville-la-Louvet (Calvados) | Le Bois-Hellain        |                                               |

### Hydrographie
La commune est située dans le bassin Seine-Normandie. Elle est drainée par le ruisseau de la Corbie, le cours d'eau 02 de la commune de Epaignes et le fossé 01 de la commune de Martanville,,.
Le ruisseau de la Corbie, d'une longueur de 13 km, prend sa source dans la commune  et se jette  dans la Risle à Toutainville, après avoir traversé quatre communes.

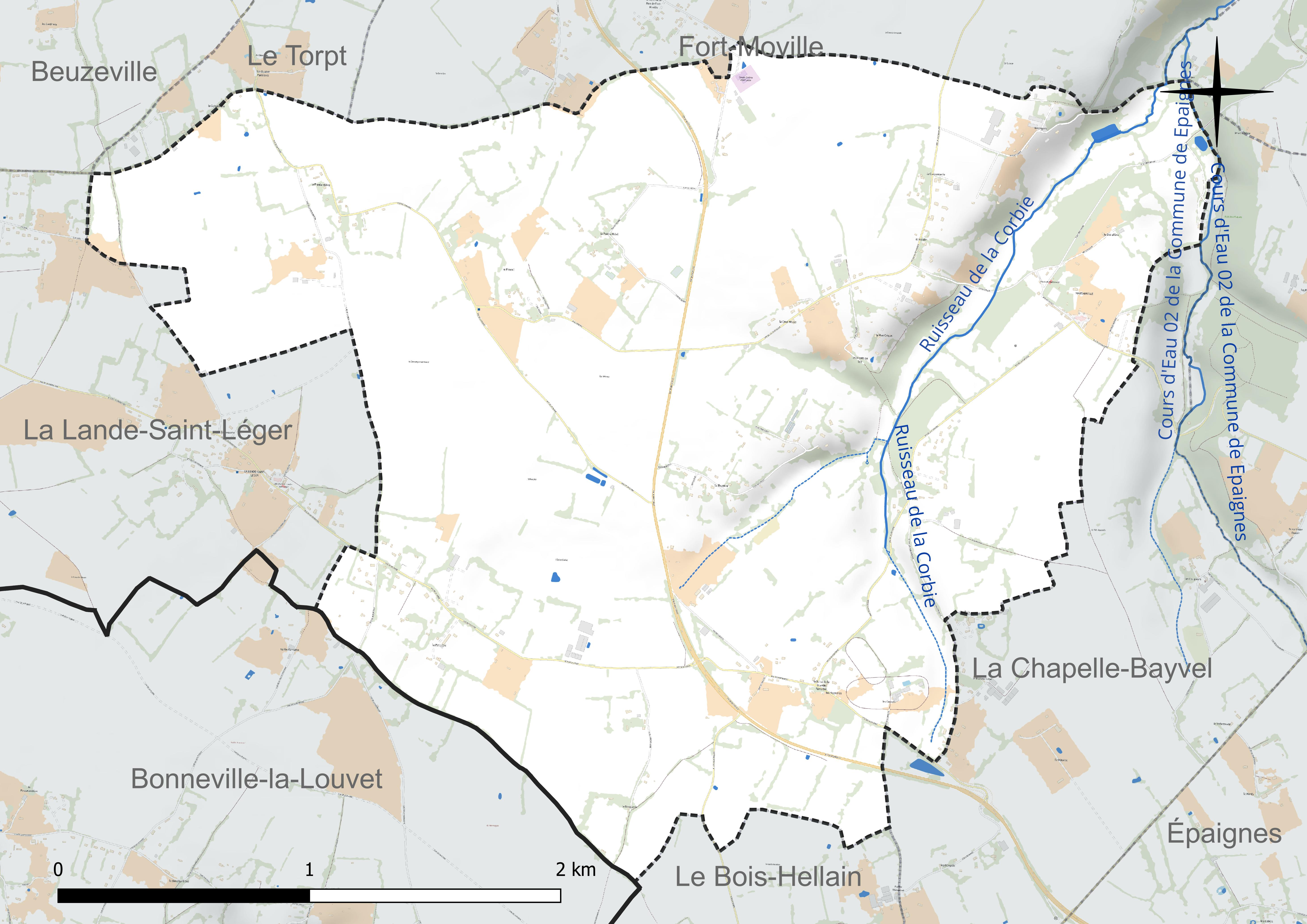
Réseau hydrographique de Martainville.

### Climat
Pour des articles plus généraux, voir Climat de la Normandie et Climat de l'Eure.
En 2010, le climat de la commune est de type climat océanique altéré, selon une étude du CNRS s'appuyant sur une série de données couvrant la période 1971-2000. En 2020, Météo-France publie une typologie des climats de la France métropolitaine dans laquelle la commune est exposée à un climat océanique et est dans la région climatique  Côtes de la Manche orientale, caractérisée par un faible ensoleillement (1 550 h/an) ; forte humidité de l’air (plus de 20 h/jour avec humidité relative > 80 % en hiver), vents forts fréquents. Parallèlement le GIEC normand, un groupe régional d’experts sur le climat, différencie quant à lui, dans une étude de 2020, trois grands types de climats pour la région Normandie, nuancés à une échelle plus fine par les facteurs géographiques locaux. La commune est, selon ce zonage, exposée à un « climat contrasté des collines », correspondant au Pays d’Auge, Lieuvin et Roumois, moins directement soumis aux flux océaniques et connaissant toutefois des précipitations assez marquées en raison des reliefs collinaires qui favorisent leur formation.
Pour la période 1971-2000, la température annuelle moyenne est de 10 °C, avec  une amplitude thermique annuelle de 13 °C. Le cumul annuel moyen de précipitations est de 881 mm, avec 13 jours de précipitations en janvier et 8,8 jours en juillet. Pour la période 1991-2020, la température moyenne annuelle observée sur la station météorologique la plus proche, située sur la commune de Boulleville à 7 km à vol d'oiseau, est de 11,3 °C et le cumul annuel moyen de précipitations est de 851,2 mm,. Pour l'avenir, les paramètres climatiques de la commune estimés pour 2050 selon différents scénarios d’émission de gaz à effet de serre sont consultables sur un site dédié publié par Météo-France en novembre 2022.

## Urbanisme

### Typologie
Au 1er janvier 2024, Martainville est catégorisée commune rurale à habitat dispersé, selon la nouvelle grille communale de densité à 7 niveaux définie par l'Insee en 2022.
Elle est située hors unité urbaine. Par ailleurs la commune fait partie de l'aire d'attraction de Beuzeville, dont elle est une commune de la couronne,. Cette aire, qui regroupe 5 communes, est catégorisée dans les aires de moins de 50 000 habitants,.

### Occupation des sols
L'occupation des sols de la commune, telle qu'elle ressort de la base de données européenne d’occupation biophysique des sols Corine Land Cover (CLC), est marquée par l'importance des territoires agricoles (99,9 % en 2018), une proportion identique à celle de 1990 (99,9 %). La répartition détaillée en 2018 est la suivante : 
prairies (55,8 %), terres arables (39,6 %), zones agricoles hétérogènes (4,5 %), forêts (0,1 %). L'évolution de l’occupation des sols de la commune et de ses infrastructures peut être observée sur les différentes représentations cartographiques du territoire : la carte de Cassini (XVIIIe siècle), la carte d'état-major (1820-1866) et les cartes ou photos aériennes de l'IGN pour la période actuelle (1950 à aujourd'hui).

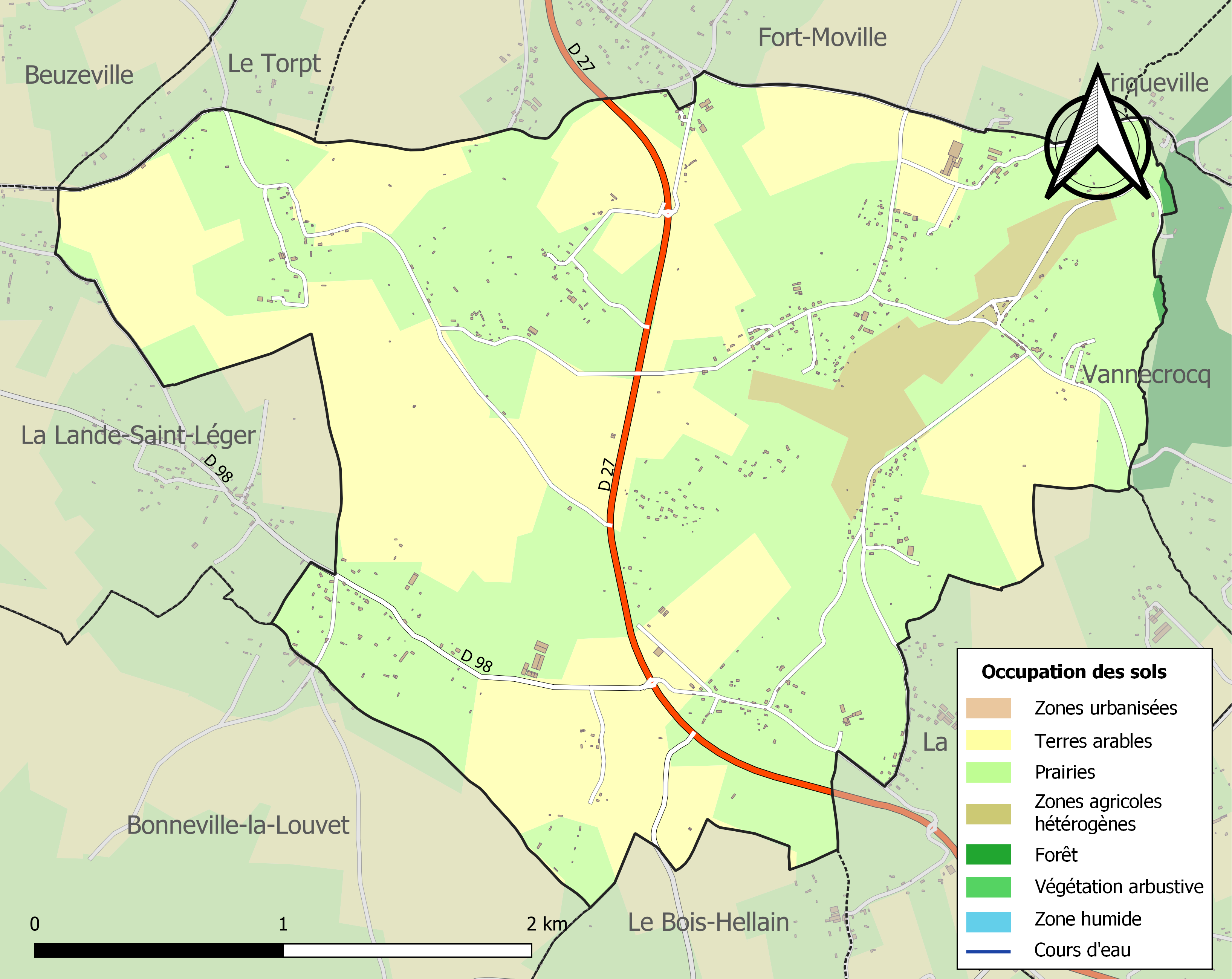
Carte des infrastructures et de l'occupation des sols de la commune en 2018 (CLC).

## Toponymie
Le nom de la localité est attesté sous les formes Martini villa en  962 et 996, Martin villa en 1030, Martainvilla au XIe siècle (charte de Robert II), Martainville en 1793 et 1801.

## Politique et administration
| Période                                  | Période  | Identité          | Étiquette | Qualité          |
| ---------------------------------------- | -------- | ----------------- | --------- | ---------------- |
| 2008                                     | En cours | Didier Delabrière | UDI       | Salarié agricole |
| Les données manquantes sont à compléter. |          |                   |           |                  |

## Équipements et services publics

### Enseignement

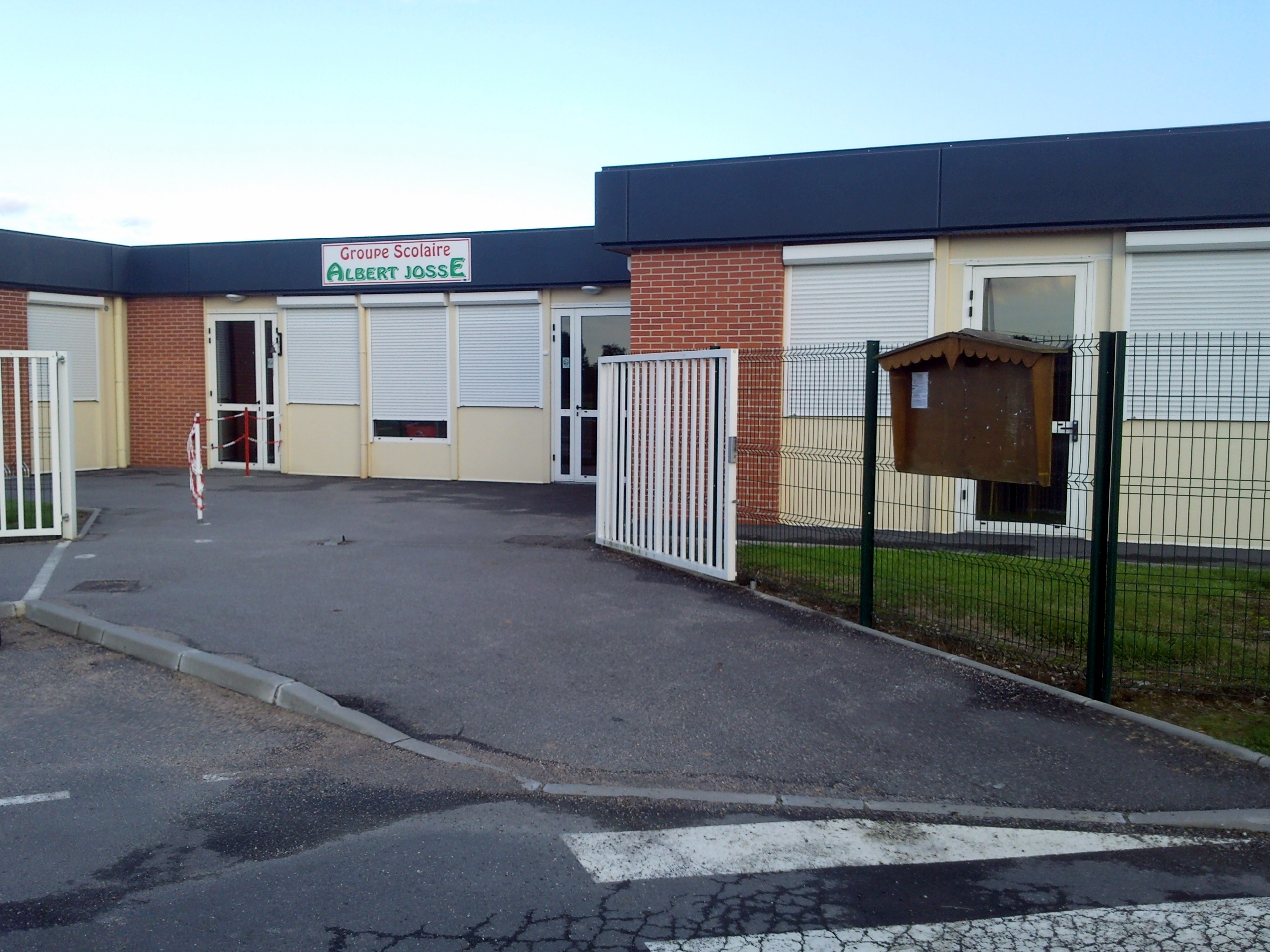
Groupe scolaire de Martainville.

Le groupe scolaire Albert-Josse construit en 2008, en haut de la rue de Fort-Moville, sur la commune de Martainville réunit désormais les enfants de CE2, CM1 et CM2 de Martainville, ceux de CP, CE1 et CE2 de Fort-Moville et les classes maternelles du Torpt.

## Population et société

### Démographie
L'évolution du nombre d'habitants est connue à travers les recensements de la population effectués dans la commune depuis 1793. Pour les communes de moins de 10 000 habitants, une enquête de recensement portant sur toute la population est réalisée tous les cinq ans, les populations de référence des années intermédiaires étant quant à elles estimées par interpolation ou extrapolation. Pour la commune, le premier recensement exhaustif entrant dans le cadre du nouveau dispositif a été réalisé en 2006.

En 2022, la commune comptait 497 habitants, en évolution de +2,9 % par rapport à 2016 (Eure : −0,25 %, France hors Mayotte : +2,11 %).
| 1793 | 1800 | 1806 | 1821 | 1831 | 1836 | 1841 | 1846 | 1851 |
| ---- | ---- | ---- | ---- | ---- | ---- | ---- | ---- | ---- |
| 844  | 601  | 896  | 858  | 808  | 832  | 835  | 750  | 732  |

| 1856 | 1861 | 1866 | 1872 | 1876 | 1881 | 1886 | 1891 | 1896 |
| ---- | ---- | ---- | ---- | ---- | ---- | ---- | ---- | ---- |
| 653  | 614  | 613  | 575  | 527  | 504  | 513  | 508  | 447  |

| 1901 | 1906 | 1911 | 1921 | 1926 | 1931 | 1936 | 1946 | 1954 |
| ---- | ---- | ---- | ---- | ---- | ---- | ---- | ---- | ---- |
| 409  | 370  | 346  | 338  | 362  | 319  | 333  | 293  | 273  |

| 1962 | 1968 | 1975 | 1982 | 1990 | 1999 | 2006 | 2011 | 2016 |
| ---- | ---- | ---- | ---- | ---- | ---- | ---- | ---- | ---- |
| 238  | 211  | 204  | 179  | 195  | 216  | 267  | 379  | 483  |

| 2021 | 2022 | - | - | - | - | - | - | - |
| ---- | ---- | - | - | - | - | - | - | - |
| 499  | 497  | - | - | - | - | - | - | - |

## Culture locale et patrimoine

### Lieux et monuments
Martainville compte un édifice inscrit au titre des monuments historiques :
- l'église Saint-Pierre (XIIe, XVe, XVIe et XVIIIe),  Inscrit MH (2013)[26].

Par ailleurs, la commune compte sur son territoire plusieurs édifices inscrits à l'inventaire général du patrimoine culturel :
- l'école de 1884, ancienne[27] ;
- un manoir de 1787[28]. Peut-être était-ce à l'origine un presbytère ;
- une demeure du XVIIIe siècle[29]. Des bâtiments figurant sur le cadastre napoléonien ne subsistent qu'un colombier et un puits ;
- une ferme du XVIIe siècle au lieu-dit la Cour Neuve[30].

### Patrimoine naturel

#### Natura 2000
- Corbie[31].

#### ZNIEFF de type 2
- La basse vallée de la Risle et les vallées conséquentes de Pont-Audemer à la Seine[32].

### Héraldique
| Blason de Martainville | Blason  | Parti : au 1er de sinople à un épi de blé d'or posé en bande, au 2e d'argent à trois fasces ondées d'azur et à deux clés de sable passées en sautoir brochantes, le tout sommé d'un chef de gueules chargé d'un léopard d'or armé et lampassé d'azur. |
| Blason de Martainville | Détails | Le léopard d'or sur champ de gueules rappelle les armes de la Normandie. |